# Dark Was the Night, Cold Was the Ground
«Dark Was the Night, Cold Was the Ground» (Oscura Era la Noche, Fría Estaba la Tierra) es una canción de gospel-blues escrita por el músico norteamericano Blind Willie Johnson y grabada en 1927. La canción no tiene letra, la parte instrumental es ejecutada por Johnson con su guitarra usando un bottleneck slide en estilo fingerpicking, acompañado por sus vocalizaciones de tarareos y gemidos. Tiene la distinción de ser una de las 27 muestras de música incluidas en el Disco de oro de las Voyager, lanzado al espacio en 1977 para representar la diversidad de la vida en la tierra. En esta colección, "Dark Was the Night, Cold Was the Ground" fue elegida como la expresión humana de la soledad. La canción ha sido largamente elogiada y versionada por numerosos músicos y es incluida en la banda sonora de numerosas películas.

## Contexto
Nacido en 1897, Johnson fue un autodidacta de la guitarra y dedicó su vida a la música blues y gospel, tocando para la gente en las esquinas. En esa época, el sello Columbia Records tenía un equipo de cazatalentos que viajaba a pequeños pueblos grabando músicos locales. Johnson grabó alrededor de 30 canciones en cinco sesiones entre 1927 y 1930. Entre las primeras estaba "Dark Was the Night, Cold Was the Ground".

## Composición y grabación
El título de la canción fue tomado de un himno que había sido popular en el sur de Estados Unidos durante el siglo XIX. “Gethsemane”, escrita por el clérigo inglés Thomas Haweis en 1792, comienza con la línea “Dark was the night, cold was the ground/on which my Lord was laid.” El historiador de la música Mark Humphrey describe la composición de Johnson como una interpretación impresionista de “lining out”, una canción de llamada-y-respuesta, estilo de canto para himnos muy común en las iglesias afroamericanas sureñas.
"Dark Was the Night, Cold Was the Ground" tiene una duración de 3 minutos y 21 segundos. La guitarra de Johnson está en afinación abierta en "RE". Según una mayoría de referencias, Johnson sustituyó el típico bottleneck por la parte metálica de un cuchillo para lograr el efecto slide. Su estilo melancólico, bajo el grave y doliente sonido de la parte de guitarra, da la impresión de un "gemido al unísono", un estilo melódico común en las iglesias bautistas, donde en vez de armonizar el coro tararea o canta la misma parte vocal, aunque con ligeras variaciones entre sus miembros.
 Aunque las palabras de Johnson son indiscernibles, varias fuentes indican que el tema de la canción es la crucifixión de Jesús.
Sus discos fueron comercializados por los sellos Columbia Records y Vocalion junto con otros artistas de blues como Bessie Smith, a quien Johnson sobrepasó en ventas durante los años de la Gran Depresión. En 1928, el influyente crítico de blues Edward Abbe Niles exaltó a Johnson en su columna de la revista The Bookman, elogiando sus "violentos, torturados, y abismales gemidos y vociferaciones, y su inspirado manejo de la guitarra".

## Legado

### Música
La música de Johnson experimentó un renacimiento en la década de 1960, en gran parte gracias a los esfuerzos del guitarrista de gospel y blues Reverend Gary Davis. Una figura sumamente prestigiosa dentro de la ascendente escena de folk de Nueva York, Davis entregó copias de los discos de Johnson a músicos jóvenes y les enseñó a tocar sus canciones. The Soul Stirrers, Staples Singers, Buffy Sainte-Marie y Peter, Paul and Mary fueron algunos de los que versionaron a Johnson. En 1969, la banda de folk rock Fairport Convention editó el disco What We Did on Our Holidays, que incluía una canción inspirada por "Dark Was the Night, Cold Was the Ground" llamada "The Lord Is in this Place...How Dreadful Is this Place". Una compilación titulada Dark Was The Night fue editada en 2009 por la Red Hot Organization, una organización de caridad que promueve la concientización sobre el HIV a través de la música. El Kronos Quartet grabó un arreglo de "Dark Was the Night, Cold Was the Ground" que aparece en el álbum.
El guitarrista y cantante Jack White de The White Stripes se refirió a "Dark Was the Night, Cold Was the Ground" como "el máximo ejemplo de guitarra slide jamás grabado" y tomó la canción como un estándar para evaluar canciones de rock icónicas que surgieron a su paso, tales como "Whole Lotta Love" de Led Zeppelin. En el año 2003, John Clarke en The Times escribió que "Dark Was the Night, Cold Was the Ground" era "la más intensa y asombrosa grabación de blues de todos los tiempos". Francis Davis, autor de The History of the Blues, coincide con esa afirmación observando: "exclusivamente en términos de su intensidad—su dolor espiritual—no hay otra cosa del mismo periodo comparable a 'Dark Was the Night, Cold Was the Ground' de Johnson, en la cual su guitarra adopta el rol de predicador y su voz sin palabras el éxtasis de la congregación"
La grabación de Johnson de "Dark Was the Night, Cold Was the Ground" fue seleccionada por la Biblioteca del Congreso en el 2010 como una adición al Registro Nacional de Grabaciones, el cual elige anualmente grabaciones que sean "cultural, histórica, o estéticamente significantes".

### Películas
“Dark was the Night, Cold was the Ground” fue usada en la banda sonora nominada al Oscar del film clásico de Pier Paolo Pasolini, El Evangelio según San Mateo, en escenas donde Judas Iscariote lamenta haber traicionado a Jesús y un lisiado pide ser curado. Ry Cooder compuso la banda sonora del film Paris, Texas basándose en "Dark was the Night, Cold was the Ground", que el describió como "la pieza más conmovedora y trascendente de toda la música norteamericana." Wim Wenders, director de la película, incluyó referencias a la vida y música de Blind Willie Johnson en su documental del año 2003 The Soul of a Man, producido para la serie de PBS "Martin Scorsese Presents the Blues: A Musical Journey".
La canción también suena en el final de «The Warfare of Genghis Khan» (Episodio 13 de la Temporada 5 de "The West Wing"). Precisamente, en ese episodio, el personaje de Josh Lyman, asesor político del presidente Bartlet, cuenta la historia de la canción y de Blind Willie Johnson.

### Disco de oro de las Voyager
En 1977 fue encargado a Carl Sagan y a un equipo de investigadores el armado de una colección que represente a la Tierra y a la experiencia humana, para incluir en la sonda espacial Voyager que sería enviada a otras formas de vida en el universo. Así, fueron recogidos sonidos de ranas, grillos, volcanes, latidos de corazón humano, risas, saludos en 55 lenguajes, y 27 piezas de música en el Disco de oro de las Voyager. "Dark Was the Night, Cold Was the Ground" fue incluida, según Sagan, porque "la canción de Johnson revela una situación que el hombre enfrentó muchas veces: la llegada del anochecer sin ningún lugar donde dormir. Desde que los humanos aparecieron en la Tierra, el manto de la noche todavía no ha de caer sin tocar a hombre o mujer en la misma situación."